# Mathys Tel
Mathys Henri Tel (sinh ngày 27 tháng 4 năm 2005) là một cầu thủ bóng đá chuyên nghiệp người Pháp hiện đang thi đấu ở vị trí tiền đạo cho câu lạc bộ Tottenham Hotspur.

## Sự nghiệp câu lạc bộ

### Sự nghiệp ban đầu
Tel bắt đầu sự nghiệp bóng đá chuyên nghiệp của anh tại JS Villiers-le-Bel vào năm 2012. Năm 2016, anh chuyển đến đội trẻ của Paris FC, nơi anh chỉ chơi được một năm. Sau đó, anh còn ký hợp đồng ba năm với hai câu lạc bộ nghiệp dư AS Jeunesse Aubervilliers và Montrouge FC 92.

### Rennes
Tel gia nhập Rennes vào năm 2020. Anh ra mắt cho đội vào ngày 15 tháng 8 năm 2021 trong trận hòa 1–1 trước Brest sau khi anh ấy vào sân thay Benjamin Bourigeaud ở phút 85. Cũng trong trận này, anh trở thành cầu thủ trẻ nhất ra sân trong một trận đấu chính thức cho Rennes ở độ tuổi 16 tuổi 110 ngày. Kỷ lục trước đó đã được nắm giữ bởi Eduardo Camavinga. Anh ra mắt đấu trường châu Âu vào tháng sau tại vòng bảng UEFA Europa Conference League trong trận sân nhà 2–2 trước Tottenham Hotspur. Trong trận này, anh vào sân thay cho Serhou Guirassy ở phút 90.

### Bayern Munich

#### 2022–2023: Mùa giải đầu tiên
Vào ngày 26 tháng 7 năm 2022, Tel ký hợp đồng 5 năm với câu lạc bộ Bayern Munich tại Bundesliga. Bayern đã trả cho Rennes phí chuyển nhượng 20 triệu Euro bao gồm cả 8,5 triệu Euro phụ phí cho vụ chuyển nhượng này. Vào ngày 31 tháng 8 năm 2022, anh ghi bàn thắng đầu tiên cho Bayern trong trận chiến thắng 5–0 trước Viktoria Köln tại DFB-Pokal. Đồng thời, anh trở thành cầu thủ ghi bàn trẻ nhất cho câu lạc bộ tại một trận đấu khi mới 17 tuổi 126 ngày. Anh ghi bàn thắng đầu tiên tại Bundesliga trong trận hòa 2–2 trước Stuttgart vào ngày 10 tháng 9 năm 2022 và anh đồng thời cũng trở thành cầu thủ ghi bàn trẻ nhất cho câu lạc bộ tại Bundesliga.

#### 2023–2024
Vào ngày 2 tháng 9 năm 2023, anh ghi bàn thắng muộn tại chiến thắng 2-1 trên sân khách trước Borussia Mönchengladbach để giúp Bayern chấm dứt chuỗi 5 trận không thắng trước Borussia Mönchenladbach. Vào ngày 20 tháng 9, anh ghi bàn thắng đầu tiên ở Champions League ở phút bù giờ thứ 2 để ấn định chiến thắng 4–3 trước Manchester United. Vào ngày 3 tháng 10, anh ghi bàn ấn định tỷ số 2–1 để giúp Bayern giành chiến thắng trên sân khách trước Copenhagen trong trận đấu thứ hai liên tiếp trong mùa giải tại Champions League. Vào ngày 6 tháng 3 năm 2024, anh gia hạn hợp đồng với câu lạc bộ đến năm 2029.

#### Cho mượn tại Tottenham Hotspur
Vào ngày 3 tháng 2 năm 2025, Tel gia nhập câu lạc bộ Tottenham Hotspur tại Premier League theo dạng cho mượn trong phần còn lại của mùa giải.

## Sự nghiệp quốc tế
Tel là tuyển thủ trẻ Pháp, đặc biệt là cho đội tuyển U-18 quốc gia Pháp kể từ tháng 9 năm 2021, nơi anh đã chứng tỏ mình là một cầu thủ có khả năng ghi nhiều bàn thắng.
Vào tháng 5 năm 2022, anh được triệu tập vào đội tuyển U-17 quốc gia Pháp tham dự Giải vô địch U-17 châu Âu 2022 ở Israel. Anh thường xuyên có mặt tại đội hình xuất phát trong suốt giải đấu này và giữ chức vụ đội trưởng ba lần. Anh nổi bật khi ghi ba bàn ở vòng bảng, một bàn vào lưới Ba Lan và một cú đúp vào lưới Bulgaria. Pháp lọt vào chung kết sau khi giành chiến thắng tại loạt sút luân lưu với Bồ Đào Nha với tỷ số 2–2 sau hiệp phụ. Vào ngày 1 tháng 6 năm 2022, anh đã giành chức vô địch Giải vô địch U-17 châu Âu 2022 cùng đội U-17 Pháp sau khi đánh bại Hà Lan với tỷ số 2–1.
Vào tháng 5 năm 2023, Bayern Munich đã không cho phép anh tham dự FIFA U-20 World Cup 2023 cùng đội tuyển U-20 quốc gia Pháp. Câu lạc bộ của anh cũng từ chối sự tham gia Thế vận hội mùa hè 2024 ở nước nhà.

## Phong cách chơi bóng
Tel bắt đầu sự nghiệp của mình ở vị trí trung vệ và thể hiện sự linh hoạt đáng chú ý từ rất sớm. Được trang bị khả năng kỹ thuật vượt trội, cường độ thi đấu và sự nhanh nhẹn, Tel có khả năng vượt trội ở hầu hết mọi vị trí trên sân. Đáng chú ý, trong những trận đấu đầu tiên cho cả Rennes và các đội trẻ quốc gia, anh đã thể hiện sự thành thạo ở vị trí tiền vệ cánh, tiền đạo trung tâm và tiền vệ tấn công.

## Tài trợ
Tel được Nike tài trợ kể từ lúc 14 tuổi. Hợp đồng của anh yêu cầu anh phải chơi và tập luyện với trang phục của Nike để có thể nhận được tới 10.000 euro mỗi năm miễn phí. Sau khi ngừng sử dụng quần áo thương hiệu Nike vào mùa hè năm 2023, Tel tiếp tục sử dụng chúng cho đến giữa năm 2024 theo hợp đồng.

## Đời tư
Tel sinh ngày 27 tháng 4 năm 2005 tại Sarcelles, Pháp. Anh là người theo đạo Thiên chúa giáo gốc Guadeloupe.

## Thống kê sự nghiệp
Tính đến 2 tháng 2 năm 2025
| Câu lạc bộ               | Mùa giải            | Giải vô địch           | Giải vô địch | Giải vô địch | Cúp quốc gia | Cúp quốc gia | Cúp Liên đoàn | Cúp Liên đoàn | Châu lục | Châu lục | Khác | Khác | Tổng cộng | Tổng cộng |
| Câu lạc bộ               | Mùa giải            | Hạng đấu               | Trận         | Bàn          | Trận         | Bàn          | Trận          | Bàn           | Trận     | Bàn      | Trận | Bàn  | Trận      | Bàn       |
| ------------------------ | ------------------- | ---------------------- | ------------ | ------------ | ------------ | ------------ | ------------- | ------------- | -------- | -------- | ---- | ---- | --------- | --------- |
| Rennes B                 | 2021–22             | Championnat National 3 | 6            | 6            | —            | —            | —             | —             | —        | —        | —    | —    | 6         | 6         |
| Rennes                   | 2021–22             | Ligue 1                | 7            | 0            | 1            | 0            | —             | —             | 2        | 0        | —    | —    | 10        | 0         |
| Bayern Munich            | 2022–23             | Bundesliga             | 22           | 5            | 1            | 1            | —             | —             | 5        | 0        | 0    | 0    | 28        | 6         |
| Bayern Munich            | 2023–24             | Bundesliga             | 30           | 7            | 2            | 1            | —             | —             | 8        | 2        | 1    | 0    | 41        | 10        |
| Bayern Munich            | 2024–25             | Bundesliga             | 8            | 0            | 3            | 0            | —             | —             | 3        | 0        | 0    | 0    | 14        | 0         |
| Bayern Munich            | Tổng cộng           | Tổng cộng              | 60           | 12           | 6            | 2            | 0             | 0             | 16       | 2        | 1    | 0    | 83        | 16        |
| Tottenham Hotspur (mượn) | 2024–25             | Premier League         | 13           | 2            | 1            | 1            | 1             | 0             | 5        | 0        | —    | —    | 20        | 3         |
| Tottenham Hotspur        | 2025–26             | Premier League         | 0            | 0            | 0            | 0            | 0             | 0             | 0        | 0        | 0    | 0    | 0         | 0         |
| Tottenham Hotspur        | Tổng cộng           | Tổng cộng              | 13           | 2            | 1            | 1            | 1             | 0             | 5        | 0        | 0    | 0    | 20        | 3         |
| Tổng cộng sự nghiệp      | Tổng cộng sự nghiệp | Tổng cộng sự nghiệp    | 86           | 20           | 8            | 3            | 1             | 0             | 23       | 2        | 1    | 0    | 119       | 25        |

1. ↑  Bao gồm Coupe de France và DFB-Pokal
2. ↑  Bao gồm EFL Cup
3. ↑  Ra sân tại UEFA Europa Conference League
4. 1 2 3  Ra sân tại UEFA Champions League
5. ↑  Ra sân tại DFL-Supercup
6. ↑  Ra sân tại UEFA Europa League

## Danh hiệu
Bayern Munich
- Bundesliga: 2022–23,[26] 2024–25[27]

Tottenham Hotspur
- UEFA Europa League: 2024–25[28]

U17 Pháp
- UEFA European Under-17 Championship: 2022[29][30]